# 彫刻刀

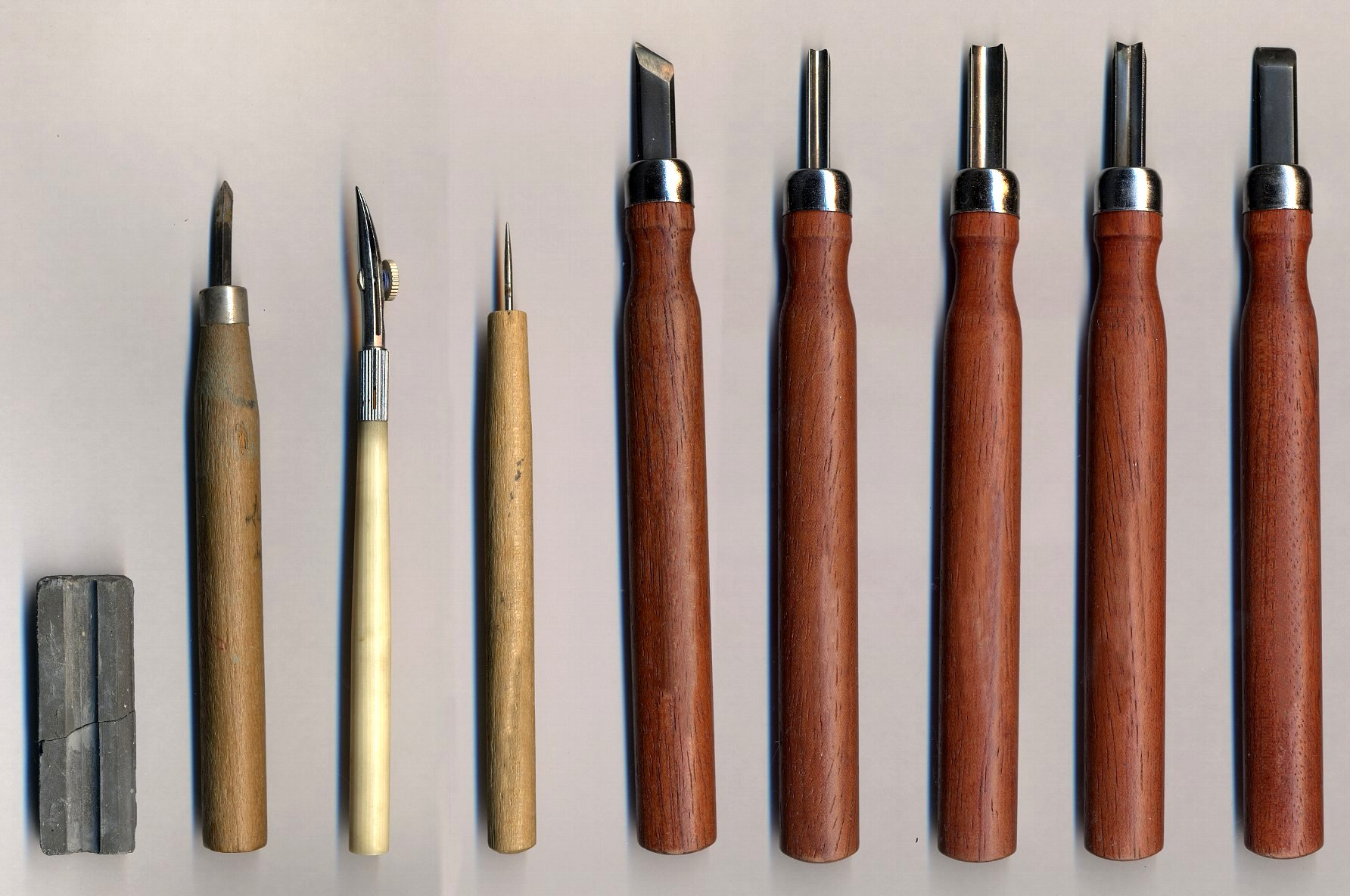
彫刻刀。右から順に、平刀、三角刀、丸刀（2本）、小刀、錐（彫刻刀ではない）、烏口（彫刻刀ではない）、曲三角、砥石

彫刻刀（ちょうこくとう）は、彫刻、版画、などの比較的微細な木材切削を行うための刃物。木彫や木目込み細工に用いられる。日本の伝統的なものは鋼（硬鋼）と地金（軟鉄・軟鋼）とを合わせた構造になっているが、教材用の安価なものや海外のものには単一の鋼材でできたもの（全鋼という）もある。通常、刀身は直線状の木製の柄に取り付けられている。
図工の教材用として市販されているものは、形状の異なる4～7本ほどがセットになっていることが多い。刃を研ぐための砥石が付属していることもある。

## 種類
彫刻刀には、幅広い用途に適合するように非常に多くの種類がある。代表的な種類に、丸刀、小丸刀、三角刀、平刀、切り出し刀などがある。
刃先の形状による分類は次のようになる。
平刀、合透（あいすき）、スクイ
直角の形の刃がついているもの。広い面を薄く削り出したり、角を丸くしたりする。平刀で彫りを行うときは基本的に刃裏を上にして用いる。
小刀（こがたな）、印刀、切り出し刀
斜めになった刃がついているもので、もっとも広く用いられる。切込みを入れたり、広い面を薄く削り出したりする。刃の向きによって、左右の区別がある。
剣先
剣の先のように先端が尖り、両刃になっているもの。教材用としてはあまり見かけない。
丸刀（がんとう・まるとう）
断面がU字型で、凹面を削るために使用される。版画に用いた場合には、幅が広く丸みのある線を描くことができる。アールの深さによって、極浅丸、中浅丸、並丸、深丸などの種類がある。また鋼がアールの外側に付いた「外丸」もある。
三角刀
断面がV字型になっているもの。素材に深い溝を彫るために使用される。版画に用いた場合には、細く鋭い線を描くことができる。角度は普通は60°だが、30°、45°、90°などもある。
曲がり各種
上記の彫刻刀の刃先が少し反りあがった形になっているもの。柄がつかえるような凹面の加工などに用いられる。曲平刀、曲丸刀、曲印刀、曲三角刀などがある。
生反（なまぞり）
やりがんなのように裏が反りあがり、両刃になっているもの。本来は、使用者が求める反り具合に加工し焼きを入れて使用するため、焼きの入っていない状態（＝なま）で市販されたことから生反という。

## 仕切り

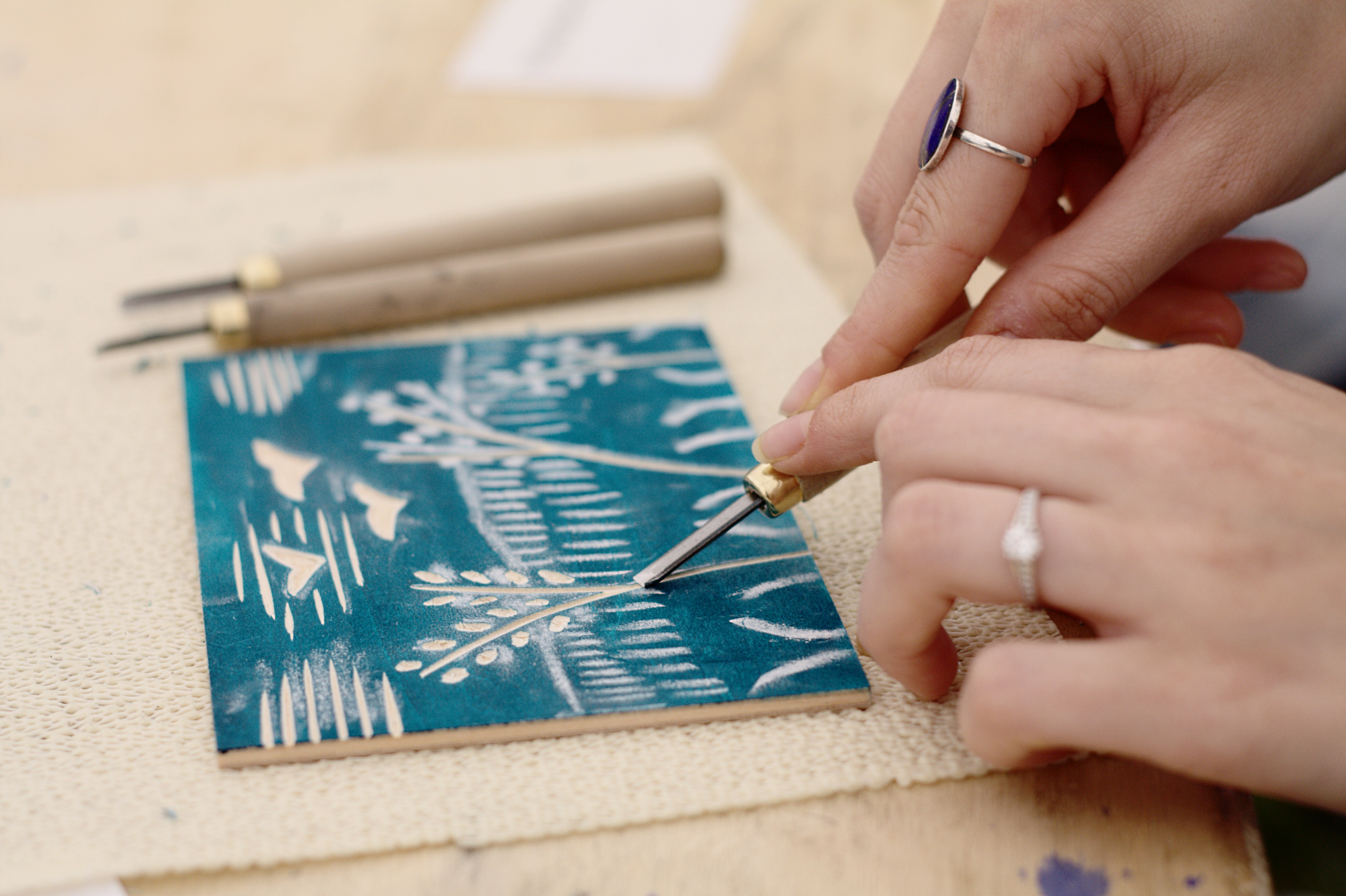
溝を彫る様子

彫りに進む前に図案に沿って彫刻刀の切り出し刀を使って引いた切り込みを仕切りといい、そこから各種の彫刻刀を使って薬研彫り、片切彫り、菱合い彫り、かまぼこ彫りなどの彫りを行う。

## 電動彫刻刀
彫刻刀には電動式の物もある。代表的な物として、通常の彫刻刀と同じ刃先を細かく振動させて彫る物があげられる。刃先はドリルのチャックの様な部品でくわえられており、様々な形状の刃先に交換が可能である。現在は様々なメーカーから発売されているが、その大元となった彫刻機は東京オートマック株式会社が開発した。